# Condillac, Drôme
Condillac är en kommun i departementet Drôme i regionen Auvergne-Rhône-Alpes i sydöstra Frankrike. Kommunen ligger i kantonen Marsanne som tillhör arrondissementet Nyons. År 2022 hade Condillac 133 invånare.

## Befolkningsutveckling
Antalet invånare i kommunen Condillac
Referens:INSEE